# 2007 dans l'Union européenne
Chronologie de l’Union européenne
- 2003
- 2004
- 2005
- 2006
- 2007
- 2008
- 2009
- 2010
- 2011

## Institutions européennes
- Président de la Commission - José Manuel Barroso, Parti populaire européen
- Présidence du Conseil - Allemagne (Jan-Juin) et Portugal (Juil-Déc)
- Président du Parlement - Josep Borrell, Socialiste jusqu'au 16 janvier, puis Hans-Gert Pöttering, Parti populaire européen
- Haut Représentant - Javier Solana, Socialiste

## Chronologie

### Janvier 2007
- 1er janvier
  - Entrée de la Bulgarie et de la Roumanie dans l'Union qui compte désormais près de 494 millions d'habitants répartis dans 27 pays.
  - La Slovénie rejoint la zone euro et adopte sa nouvelle monnaie.
  - L’Allemagne succède  à la Finlande à la présidence semestrielle.
- 4 janvier : La chancelière allemande, assurant la présidence de l'Union, est en visite à Washington dans le but de relancer le « partenariat atlantique ».
- 16 janvier : Élection du nouveau président du Parlement européen; le démocrate-chrétien allemand Hans Gert Pöttering est élu en remplacement du socialiste espagnol Josep Borrell.

### Février 2007
- 7 février : Le président Nicolas Sarkozy appelle à la création d'une "Union de la Méditerranée" rassemblant exclusivement les pays riverains de la Méditerranée.

### Mars 2007
- 24 mars :
  - Célébration du 50e anniversaire du traité de Rome, jusqu'au 25 mars, à Bruxelles, Berlin et Rome.
  - À Berlin, les chefs d'État et de gouvernement des vingt-sept pays se réunissent pour un sommet solennel et adoptent une déclaration appelant à asseoir l'Union européenne « sur des bases communes rénovées ».

### Juin 2007
- 21 juin : À Bruxelles, ouverture du sommet des chefs d'État et de gouvernement des vingt-sept pays membres de l'Union européenne, jusqu'au 23 juin. Avec le soutien actif de la chancelière allemande Angela Merkel, le président Nicolas Sarkozy obtient, mais avec beaucoup de difficultés, l'accord de ses autres partenaires pour une nouvelle formulation de la Constitution européenne, désormais présentée comme un « traité simplifié » mais qui conserve l'essentiel du premier projet de Constitution européenne rejeté par les Français et les Néerlandais lorsqu'il leur fut proposé par référendum en 2005.

### Octobre 2007
- Octobre 2007 : L'euro franchit la barre de 1,40 dollar.
- 23 octobre : La Cour européenne de Luxembourg condamne l'Allemagne à abroger une loi créant un régime spécial pour le groupe Volkswagen.

### Novembre 2007
- Novembre 2007 : La commission européenne dénonce les sites en ligne de ventes de billets d'avion. Sur 447 sites européens étudiés, plus de la moitié ont des pratiques commerciales douteuses, avec en cause une mauvaise information sur le prix réel qui trop souvent ne comprend ni les taxes d'aéroport, ni les frais annexes (assurance, réservation…).

### Décembre 2007
- 20 décembre : Appel de Rome : l'Italie et l'Espagne s'associent au projet français d'"Union de la Méditerranée".

## Bilan 2007
- En 2007, le déficit public de la zone euro a été de 0,6 % du PIB (1,3 % en 2006), le taux le plus bas jamais atteint, et son ratio de la dette publique se monte à 66,4 % contre 68,4 % en 2006.